# Andreas Schröder
Andreas Schröder (Jena, 8 de julio de 1960) es un deportista alemán que compitió para la RDA en lucha libre.
Participó en dos Juegos Olímpicos de Verano, obteniendo una medalla de bronce en Seúl 1988, en la categoría de 130 kg, y el quinto lugar en Barcelona 1992.
Ganó cuatro medallas en el Campeonato Mundial de Lucha entre los años 1982 y 1991, y ocho medallas en el Campeonato Europeo de Lucha entre los años 1984 y 1992.

## Palmarés internacional
| Representando a la RDA   |                            |                   |           |
| Juegos Olímpicos         |                            |                   |           |
| Año                      | Lugar                      | Medalla           | Categoría |
| 1988                     | Seúl (Corea del Sur)       | Medalla de bronce | 130 kg    |
| Campeonato Mundial       |                            |                   |           |
| Año                      | Lugar                      | Medalla           | Categoría |
| 1982                     | Edmonton (Canadá)          | Medalla de bronce | +100 kg   |
| 1986                     | Budapest (Hungría)         | Medalla de bronce | 130 kg    |
| 1987                     | Clermont-Ferrand (Francia) | Medalla de plata  | 130 kg    |
| Campeonato Europeo       |                            |                   |           |
| Año                      | Lugar                      | Medalla           | Categoría |
| 1984                     | Jönköping (Suecia)         | Medalla de bronce | +100 kg   |
| 1985                     | Leipzig (RDA)              | Medalla de bronce | 130 kg    |
| 1986                     | El Pireo (Grecia)          | Medalla de oro    | 130 kg    |
| 1987                     | Veliko Tarnovo (Bulgaria)  | Medalla de plata  | 130 kg    |
| 1988                     | Mánchester (Reino Unido)   | Medalla de bronce | 130 kg    |
| 1990                     | Poznań (Polonia)           | Medalla de oro    | 130 kg    |
| Representando a Alemania |                            |                   |           |
| Campeonato Mundial       |                            |                   |           |
| Año                      | Lugar                      | Medalla           | Categoría |
| 1991                     | Varna (Bulgaria)           | Medalla de oro    | 130 kg    |
| Campeonato Europeo       |                            |                   |           |
| Año                      | Lugar                      | Medalla           | Categoría |
| 1991                     | Stuttgart (Alemania)       | Medalla de oro    | 130 kg    |
| 1992                     | Kaposvár (Hungría)         | Medalla de oro    | 130 kg    |